# Kvalifikace na Mistrovství Evropy ve fotbale 1996 – skupina 8
Zápasy 8. kvalifikační skupiny na Mistrovství Evropy ve fotbale 1996 se konaly v období od 7. září 1994 do 15. listopadu 1995. Ze šesti účastníků si postup do závěrečného turnaje zajistily reprezentační týmy Ruska a Skotska.

## Výsledky
Domácí mužstva jsou psána v řádku, hostující ve sloupečku.
|    | Skupina 8       | Rusko | Skotsko | Řecko | Finsko | Faerské ostrovy | San Marino |
| 1. | Rusko           |       | 0:0     | 2:1   | 3:1    | 3:0             | 4:0        |
| 2. | Skotsko         | 1:1   |         | 1:0   | 1:0    | 5:1             | 5:0        |
| 3. | Řecko           | 0:3   | 1:0     |       | 4:0    | 5:0             | 2:0        |
| 4. | Finsko          | 0:6   | 0:2     | 2:1   |        | 5:0             | 4:1        |
| 5. | Faerské ostrovy | 2:5   | 0:2     | 1:5   | 0:4    |                 | 3:0        |
| 6. | San Marino      | 0:7   | 0:2     | 0:4   | 0:2    | 1:3             |            |

## Tabulka
| Poř. | Tým             | Z  | V | R | P  | VG | OG | B  |
| ---- | --------------- | -- | - | - | -- | -- | -- | -- |
| 1.   | Rusko           | 10 | 8 | 2 | 0  | 34 | 5  | 26 |
| 2.   | Skotsko         | 10 | 7 | 2 | 1  | 19 | 3  | 23 |
| 3.   | Řecko           | 10 | 6 | 0 | 4  | 23 | 9  | 18 |
| 4.   | Finsko          | 10 | 5 | 0 | 5  | 18 | 18 | 15 |
| 5.   | Faerské ostrovy | 10 | 2 | 0 | 8  | 10 | 35 | 6  |
| 6.   | San Marino      | 10 | 0 | 0 | 10 | 2  | 36 | 0  |

## Zápasy
| 7.9.1994                |       |                                                         |                                                                   |
| Faerské ostrovy         | 1 – 5 | Řecko                                                   | Svangaskarð, Toftir diváci: 3 000 rozhodčí: Michel Pirro (Belgie) |
| Apostolakis 90+1' (vl.) |       | Saravakos 12' Tsalouchidis 17', 86' Alexandris 55', 61' | Svangaskarð, Toftir diváci: 3 000 rozhodčí: Michel Pirro (Belgie) |

| 7.9.1994 |       |                         |                                                                            |
| Finsko   | 0 – 2 | Skotsko                 | Olympic Stadium, Helsinky diváci: 12 845 rozhodčí: Ryszard Wójcik (Polsko) |
|          |       | Shearer 29' Collins 65' | Olympic Stadium, Helsinky diváci: 12 845 rozhodčí: Ryszard Wójcik (Polsko) |

| 12.10.1994                                         |       |                 |                                                                     |
| Skotsko                                            | 5 – 1 | Faerské ostrovy | Hampden Park, Glasgow diváci: 20 885 rozhodčí: Terje Hauge (Norsko) |
| McGinlay 4' Booth 5' Collins 40', 72' McKinlay 61' |       | Müller 75'      | Hampden Park, Glasgow diváci: 20 885 rozhodčí: Terje Hauge (Norsko) |

| 12.10.1994                                   |       |        |                                                                                      |
| Řecko                                        | 4 – 0 | Finsko | Kaftanzoglio Stadium, Thessaloniki diváci: 35 000 rozhodčí: Philippe Leduc (Francie) |
| Markos 23' Batista Lima 70' Machlas 76', 90' |       |        | Kaftanzoglio Stadium, Thessaloniki diváci: 35 000 rozhodčí: Philippe Leduc (Francie) |

| 12.10.1994                                          |       |            |                                                                             |
| Rusko                                               | 4 – 0 | San Marino | Luzhniki Stadium, Moskva diváci: 10 000 rozhodčí: Alain Hamer (Lucembursko) |
| Karpin 43' Kolyvanov 64' Nikiforov 65' Radčenko 67' |       |            | Luzhniki Stadium, Moskva diváci: 10 000 rozhodčí: Alain Hamer (Lucembursko) |

| 16.11.1994                  |       |            |                                                                              |
| Řecko                       | 2 – 0 | San Marino | Spiros Louis Stadium, Atény diváci: 20 000 rozhodčí: Haim Lipkovitz (Izrael) |
| Machlas 21' Frantzeskos 84' |       |            | Spiros Louis Stadium, Atény diváci: 20 000 rozhodčí: Haim Lipkovitz (Izrael) |

| 16.11.1994                                         |       |                 |                                                                               |
| Finsko                                             | 5 – 0 | Faerské ostrovy | Olympic Stadium, Helsinky diváci: 2 500 rozhodčí: Gylfi Thór Orrason (Island) |
| Sumiala 37' Litmanen 53', 72' Paatelainen 75', 85' |       |                 | Olympic Stadium, Helsinky diváci: 2 500 rozhodčí: Gylfi Thór Orrason (Island) |

| 16.11.1994 |       |               |                                                                      |
| Skotsko    | 1 – 1 | Rusko         | Hampden Park, Glasgow diváci: 31 254 rozhodčí: Bo Karlsson (Švédsko) |
| Booth 19'  |       | Radchenko 25' | Hampden Park, Glasgow diváci: 31 254 rozhodčí: Bo Karlsson (Švédsko) |

| 14.12.1994                     |       |            |                                                                              |
| Finsko                         | 4 – 1 | San Marino | Olympic Stadium, Helsinky diváci: 3 140 rozhodčí: Hermann Albrecht (Německo) |
| Paatelainen 24', 30', 86', 90' |       | Valle 34'  | Olympic Stadium, Helsinky diváci: 3 140 rozhodčí: Hermann Albrecht (Německo) |

| 18.12.1994             |       |         |                                                                                     |
| Řecko                  | 1 – 0 | Skotsko | Spiros Louis Stadium, Atény diváci: 18 000 rozhodčí: John Blankenstein (Nizozemsko) |
| Apostolakis 19' (pen.) |       |         | Spiros Louis Stadium, Atény diváci: 18 000 rozhodčí: John Blankenstein (Nizozemsko) |

| 29.3.1995 |       |         |                                                                             |
| Rusko     | 0 – 0 | Skotsko | Luzhniki Stadium, Moskva diváci: 37 000 rozhodčí: Hartmut Strampe (Německo) |
|           |       |         | Luzhniki Stadium, Moskva diváci: 37 000 rozhodčí: Hartmut Strampe (Německo) |

| 29.3.1995  |       |                          |                                                                         |
| San Marino | 0 – 2 | Finsko                   | Stadio Olimpico, Serravalle diváci: 824 rozhodčí: David Suheil (Izrael) |
|            |       | Litmanen 45' Sumiala 67' | Stadio Olimpico, Serravalle diváci: 824 rozhodčí: David Suheil (Izrael) |

| 26.4.1995  |       |                            |                                                                          |
| San Marino | 0 – 2 | Skotsko                    | Stadio Olimpico, Serravalle diváci: 1 484 rozhodčí: Loizos Loizou (Kypr) |
|            |       | Collins 19' Calderwood 85' | Stadio Olimpico, Serravalle diváci: 1 484 rozhodčí: Loizos Loizou (Kypr) |

| 26.4.1995 |       |                                                    |                                                                                      |
| Řecko     | 0 – 3 | Rusko                                              | Kaftanzoglio Stadium, Thessaloniki diváci: 29 616 rozhodčí: Loris Stafoggia (Itálie) |
|           |       | Nikiforov 36' Zagorakis 78' (vl.) Beschastnykh 79' | Kaftanzoglio Stadium, Thessaloniki diváci: 29 616 rozhodčí: Loris Stafoggia (Itálie) |

| 26.4.1995       |       |                                                  |                                                                  |
| Faerské ostrovy | 0 – 4 | Finsko                                           | Svangaskarð, Toftir diváci: 1 338 rozhodčí: Alan Howells (Wales) |
|                 |       | Hjelm 55' Paatelainen 75' Lindberg 78' Helin 83' | Svangaskarð, Toftir diváci: 1 338 rozhodčí: Alan Howells (Wales) |

| 6.5.1995                                 |       |                 |                                                                               |
| Rusko                                    | 3 – 0 | Faerské ostrovy | Luzhniki Stadium, Moskva diváci: 5 024 rozhodčí: Sergo Kvaratskhelia (Gruzie) |
| Kechinov 53' Pisarev 72' Mukhamadiev 80' |       |                 | Luzhniki Stadium, Moskva diváci: 5 024 rozhodčí: Sergo Kvaratskhelia (Gruzie) |

| 25.5.1995                                   |       |            |                                                                    |
| Faerské ostrovy                             | 3 – 0 | San Marino | Svangaskarð, Toftir diváci: 3 450 rozhodčí: Brendan Shorte (Irsko) |
| J.Hansen 6' Jens Rasmussen 9' J.Jónsson 52' |       |            | Svangaskarð, Toftir diváci: 3 450 rozhodčí: Brendan Shorte (Irsko) |

| 7.6.1995   |       | |                                                                           |
| San Marino | 0 – 7 | Rusko | Stadio Olimpico, Serravalle diváci: 1 367 rozhodčí: Karel Bohunek (Česko) |
|            |       | Dobrovolski 20' (pen.) Gobbi 38' (vl.) Kiryakov 48' Shalimov 49' Beschastnykh 59' Kolyvanov 64' Cheryshev 86' | Stadio Olimpico, Serravalle diváci: 1 367 rozhodčí: Karel Bohunek (Česko) |

| 7.6.1995        |       |                           |                                                                         |
| Faerské ostrovy | 0 – 2 | Skotsko                   | Svangaskarð, Toftir diváci: 3 881 rozhodčí: Vladimír Hriňák (Slovensko) |
|                 |       | McKinlay 25' McGinlay 29' | Svangaskarð, Toftir diváci: 3 881 rozhodčí: Vladimír Hriňák (Slovensko) |

| 11.6.1995                       |       |               |                                                                          |
| Finsko                          | 2 – 1 | Řecko         | Olympic Stadium, Helsinky diváci: 10 518 rozhodčí: Helmut Krug (Německo) |
| Litmanen 45+1' (pen.) Hjelm 54' |       | Nikolaidis 6' | Olympic Stadium, Helsinky diváci: 10 518 rozhodčí: Helmut Krug (Německo) |

| 16.8.1995 |       |                                                             |                                                                           |
| Finsko    | 0 – 6 | Rusko                                                       | Olympic Stadium, Helsinky diváci: 14 210 rozhodčí: Sándor Puhl (Maďarsko) |
|           |       | Kulkov 33', 49' Karpin 41' Radchenko 43' Kolyvanov 66', 69' | Olympic Stadium, Helsinky diváci: 14 210 rozhodčí: Sándor Puhl (Maďarsko) |

| 16.8.1995   |       |       |                                                                         |
| Skotsko     | 1 – 0 | Řecko | Hampden Park, Glasgow diváci: 33 910 rozhodčí: Peter Mikkelsen (Dánsko) |
| McCoist 72' |       |       | Hampden Park, Glasgow diváci: 33 910 rozhodčí: Peter Mikkelsen (Dánsko) |

| 6.9.1995  |       |        |                                                                             |
| Skotsko   | 1 – 0 | Finsko | Hampden Park, Glasgow diváci: 35 018 rozhodčí: Vasiliy Melnichuk (Ukrajina) |
| Booth 10' |       |        | Hampden Park, Glasgow diváci: 35 018 rozhodčí: Vasiliy Melnichuk (Ukrajina) |

| 6.9.1995                   |       |                                                                          |                                                                         |
| Faerské ostrovy            | 2 – 5 | Rusko                                                                    | Svangaskarð, Toftir diváci: 1 792 rozhodčí: Alan Snoddy (Severní Irsko) |
| Jarnskor 12' T.Jónsson 53' |       | Mostovoi 9' (pen.) Kiryakov 61' Kolyvanov 65' Tsymbalar 83' Shalimov 85' | Svangaskarð, Toftir diváci: 1 792 rozhodčí: Alan Snoddy (Severní Irsko) |

| 6.9.1995   |       |                                                         |                                                                              |
| San Marino | 0 – 4 | Řecko                                                   | Stadio Olimpico, Serravalle diváci: 886 rozhodčí: Milan Mitrovič (Slovinsko) |
|            |       | Tsalouchidis 5' Georgiadis 31' Alexandris 61' Donis 81' | Stadio Olimpico, Serravalle diváci: 886 rozhodčí: Milan Mitrovič (Slovinsko) |

| 11.10.1995                      |       |                  |                                                                           |
| Rusko                           | 2 – 1 | Řecko            | Luzhniki Stadium, Moskva diváci: 41 000 rozhodčí: Gerd Grabher (Rakousko) |
| Ouzounidis 36' (vl.) Onopko 71' |       | Tsalouchidis 64' | Luzhniki Stadium, Moskva diváci: 41 000 rozhodčí: Gerd Grabher (Rakousko) |

| 11.10.1995      |       |                         |                                                                                 |
| San Marino      | 1 – 3 | Faerské ostrovy         | Stadio Olimpico, Serravalle diváci: 928 rozhodčí: Roland Beck (Lichtenštejnsko) |
| M.Valentini 52' |       | T.Jónsson 42', 45', 50' | Stadio Olimpico, Serravalle diváci: 928 rozhodčí: Roland Beck (Lichtenštejnsko) |

| 15.11.1995                                                  |       |            |                                                                      |
| Skotsko                                                     | 5 – 0 | San Marino | Hampden Park, Glasgow diváci: 29 492 rozhodčí: Karel Bohunek (Česko) |
| Jess 30' Booth 45' McCoist 49' Nevin 79' Francini 90' (vl.) |       |            | Hampden Park, Glasgow diváci: 29 492 rozhodčí: Karel Bohunek (Česko) |

| 15.11.1995                            |       |              |                                                                        |
| Rusko                                 | 3 – 1 | Finsko       | Luzhniki Stadium, Moskva diváci: 6 000 rozhodčí: Markus Merk (Německo) |
| Radchenko 40' Kulkov 55' Kiryakov 70' |       | Suominen 44' | Luzhniki Stadium, Moskva diváci: 6 000 rozhodčí: Markus Merk (Německo) |

| 15.11.1995                                                      |       |                 |                                                                                              |
| Řecko                                                           | 5 – 0 | Faerské ostrovy | Theodoros Vardinogiannis Stadium, Heraklion diváci: 9 088 rozhodčí: Mitko Mitrev (Bulharsko) |
| Alexandris 58' Nikolaidis 62' Machlas 66' Donis 75' Tsartas 80' |       |                 | Theodoros Vardinogiannis Stadium, Heraklion diváci: 9 088 rozhodčí: Mitko Mitrev (Bulharsko) |